# O.D. Wilson
O.D. Wilson, ps. Koszmar Senny (ur. 12 września 1954 w Winter Haven, zm. 29 października 1991) – amerykański trójboista siłowy i strongman.

## Życiorys
O.D. Wilson nie miał imienia, był po prostu O.D. od słów Outside of competition. 12 lat spędził w wojsku z czego osiem lat spędził za granicą w Niemczech, Japonii i Korei. Pracował jako ochroniarz różnych celebrytów, takich jak Michael Jackson i Janet Jackson. 
W Mistrzostwach Świata Strongman 1990 tylko 0,5 punktu zabrakło mu do zdobycia tytułu mistrza świata.
29 października 1991 r., w trakcie udzielania wywiadu radiowego, przewrócił się i zmarł na niewydolność serca.
Wymiary:
- wzrost 196 cm
- waga 182 kg
- biceps 58 cm
- klatka piersiowa 147 cm

## Osiągnięcia strongman
- 1990
  - 2. miejsce - Mistrzostwa Świata Strongman 1990
  - 1. miejsce - Drużynowe Mistrzostwa Świata Par Strongman
- 1991
  - 5. miejsce - Mistrzostwa Świata Strongman 1991 (kontuzjowany)